# 宮城県道239号馬場只越線
宮城県道239号馬場只越線（みやぎけんどう239ごう ばばただこしせん）は、気仙沼市を通る宮城県の一般県道である。

## 概要
- 実延長：4,189.0 m
- 起点：気仙沼市唐桑町馬場字砂子浜（宮城県道26号気仙沼唐桑線との交点）
- 終点：気仙沼市唐桑町大畑（国道45号との交点）
- 只越バイパス：唯一未改良区間の国道45号との接続付近の狭小部を改良するため、新設ルートで迂回する。計画では接続部は国道45号の気仙沼市街地・唐桑トンネル方面から直進接続するよう改良する。このため国道45号の自動車専用道路である唐桑道路が開通後、現国道45号の交通量減少を待っての接続工事着手となる。2012年度（平成24年度）開通予定。

## 通過する自治体
- 宮城県
  - 気仙沼市

## 接続する道路
- 宮城県道26号気仙沼唐桑線（気仙沼市唐桑町）
- 国道45号（気仙沼市唐桑町）